# آکیم زدادکا
آکیم زدادکا (انگلیسی: Akim Zedadka؛ زادهٔ ۳۰ مهٔ ۱۹۹۵) بازیکن فوتبال اهل فرانسه است.
از باشگاه‌هایی که در آن بازی کرده‌است می‌توان به باشگاه فوتبال لانس اشاره کرد.